# Corund (okręg Satu Mare)
Corund – wieś w Rumunii, w okręgu Satu Mare, w gminie Bogdand. W 2011 roku liczyła 498 mieszkańców. 